# جو غود
جو غود (بالإنجليزية: Joe Goode)‏ هو رسام أمريكي، ولد في 1937 في أوكلاهوما سيتي في الولايات المتحدة.

## وصلات خارجية
- الموقع الرسمي